# Marvel Studios Animation
Marvel Studios Animation es una división de la productora estadounidense Marvel Studios centrada en el desarrollo de sus proyectos animados basados en Marvel Comics. La división fue creada por Marvel Studios y produce principalmente proyectos ambientados en el Universo cinematográfico de Marvel  (UCM).

## Historia
Marvel Studios se reveló en marzo de 2019 para desarrollar una serie de antología animada basada en el concepto de cómic What If para explorar cómo el Universo cinematográfico de Marvel (MCU) se modificaría si ciertos eventos hubieran ocurrido de manera diferente. Disney y Marvel anunciaron oficialmente ¿What If...? al mes siguiente. La serie de cortometrajes animados I Am Groot se anunció en diciembre de 2020.
En junio de 2021, la entonces vicepresidenta ejecutiva de producción cinematográfica de Marvel Studios, Victoria Alonso dijo que la expansión del estudio a la animación con la serie What If...? era una oportunidad para hacer que el MCU fuera más diverso. En ese momento, Marvel Studios estaba creando una "rama de animación y un miniestudio", para centrarse en más contenido animado más allá de What If...?, construyendo infraestructura para manejar múltiples series animadas a la vez y buscando contratar alrededor de 300 empleados nuevos para roles de producción en una lista de series animadas de Disney+. Brad Winderbaum de Marvel Studios, el ejecutivo que estuvo a cargo de What If...?, fue ascendido a jefe de streaming, televisión y animación en Marvel Studios, y, en septiembre, Alonso fue ascendida a presidente de Producción física, Posproducción, Efectos Visuales y Animación. Durante el evento Disney+ Day, en noviembre de 2021, Marvel Studios anunció oficialmente una serie de precuelas animadas de Spider-Man titulada Spider-Man: Freshman Year, la serie relacionada con What If...?, Marvel Zombies, y X-Men '97, un reinicio y continuación de X-Men: La Serie Animada. El director de What If...?, Bryan Andrews dijo que cada serie animada adicional existiría "en sus propios términos y, con suerte, exploraría facetas inesperadas del MCU", con Winderbaum diciendo que el estudio solo contaría historias que sintieran necesitaba contarse en forma animada.
Para abril de 2022, se anunció que Marvel Studios se haría cargo de la producción de la serie infantil de Disney Junior, Spidey and His Amazing Friends, comenzando con su segunda temporada; la primera temporada de la serie se estrenó bajo Marvel Entertainment. Durante el panel de Marvel Studios Animation en la Convención Internacional de Cómics de San Diego de julio de 2022, los proyectos discutidos se presentaron como parte del "Marvel Animated Multiverse". Poco después, Winderbaum dijo que «The Multiverse Saga» del MCU y su exploración del multiverso permitió al estudio "buscar caminos alternativos y otras tomas de los personajes... viéndolos expandirse y crecer en forma imprevista, formas inesperadas", que afirmó que era la "luz de guía" para los proyectos animados.. En septiembre, Brian Kesinger se unió para dirigir una serie animada para Marvel Studios, aunque se canceló poco después.
Para enero de 2023, la división se denominaba "Marvel Studios Animation". En marzo de 2023, Alonso fue despedida de su cargo en Marvel Studios por un grupo que incluía al copresidente de Disney Entertainment, Alan Bergman. y los departamentos de recursos humanos y legales de Disney por desempeñarse como productora en la película de Amazon Studios, Argentina, 1985 (2022); esto fue un incumplimiento de un acuerdo de 2018 entre Alonso y Disney que establecía que los empleados no trabajarían para un estudio de la competencia. Según los informes, Alonso no solicitó permiso para trabajar en la película y Disney le pidió que dejara de trabajar en la película, así como que no promocionara ni publicitarlo, con la situación "considerada lo suficientemente grave" como para que Disney solicitara la firma de un nuevo acuerdo. A pesar de esto, Alonso continuó promocionando la película después de su estreno en septiembre de 2022, y se le recordó constantemente su acuerdo e incumplimiento de contrato, lo que en última instancia llevó a su despido. Los abogados de Alonso refutaron este reclamo, afirmando que Disney conocía y aceptaba el trabajo de Alonso en Argentina, 1985 y que, en cambio, fue "silenciada [...y] despedida cuando se negó a hacer algo que creía condenable e incensato"; se informó que este incidente fue un desacuerdo con un ejecutivo de Disney sobre la censura de elementos del orgullo gay en Ant-Man and the Wasp: Quantumania (2023) para estrenar la película en Kuwait y cumplir con sus leyes anti-LGBTQ restrictivas. reiteró un portavoz de Disney la noción de que fue despedida debido a "un incumplimiento de contrato indiscutible y una violación directa de la política de la empresa", entre otros "factores clave".

## Proceso
Al igual que otros estudios de animación, Marvel Studios Animation subcontrata su animación a otros estudios; Alonso dijo que el medio de animación permitió a Marvel Studios trabajar con nuevas empresas en todo el mundo. Winderbaum declaró que Marvel Studios estaba abierto a trabajar con sus hermanos corporativos, Pixar y Walt Disney Animation Studios en contenido animado del MCU "bajo las circunstancias adecuadas". Spidey and His Amazing Friends está coproducida con Disney Junior en asociación con el estudio de animación, Atomic Cartoons. Según el jefe de desarrollo visual de Marvel Studios, Ryan Meinerding, Marvel Studios Animation usa técnicas similares a las que se usan en los cómics, lo que le permite al estudio adaptar los cómics de Marvel "de una manera que quizás sea más poderosa que las películas". Winderbaum dijo que el tipo de animación que se usa en una serie dependería de lo que los productores consideraran adecuado para cada serie.
A diferencia de los artistas de efectos visuales para las producciones de acción en vivo, los artistas del estudio de animación son contratados directamente por Marvel y trabajan internamente en Marvel Studios Animation. El estudio trabaja bajo una estricta estructura de plazos, lo que fue criticado por un animador senior porque el estudio "pide cosas que no se pueden hacer".

## Serie de televisión
Todas las series son parte del Universo cinematográfico de Marvel, a menos que se indique lo contrario.
| Serie                                 | Temp. | Temp. | Episodios | Fechas de emisión       | Fechas de emisión       | Escritor(a) principal | Director(es)     | Medio de difusión | Servicios de animación                                                |
| Serie                                 | Temp. | Temp. | Episodios | Primera emisión         | Última emisión          | Escritor(a) principal | Director(es)     | Medio de difusión | Servicios de animación                                                |
| ------------------------------------- | ----- | ----- | --------- | ----------------------- | ----------------------- | --------------------- | ---------------- | ----------------- | --------------------------------------------------------------------- |
| What If...?                           |       | 1     | 9         | 11 de agosto de 2021    | 6 de octubre de 2021    | A.C. Bradley          | Bryan Andrews    | Disney+           | Blue Spirit, Squeeze, Flying Bark Productions, y Stellar Creative Lab |
| What If...?                           |       | 2     | 9         | 22 de diciembre de 2023 | 30 de diciembre de 2023 | A.C. Bradley          | Bryan Andrews    | Disney+           | —                                                                     |
| What If...?                           |       | 3     | —         | —                       | —                       | —                     | —                | Disney+           | —                                                                     |
| I Am Groot                            |       | 1     | 5         | 10 de agosto de 2022    | 10 de agosto de 2022    | Kirsten Lepore        | Kirsten Lepore   | Disney+           | Luma Pictures                                                         |
| I Am Groot                            |       | 2     | 5         | 6 de septiembre de 2023 | 6 de septiembre de 2023 | Kirsten Lepore        | Kirsten Lepore   | Disney+           | —                                                                     |
| Spidey and His Amazing Friends        |       | 2     | 20        | 19 de agosto de 2022    | 26 de mayo de 2023      | —                     | Darren Bachynski | Disney Junior     | Atomic Cartoons                                                       |
| Spidey and His Amazing Friends        |       | 3     | —         | 08 de enero de 2024     | —                       | —                     | —                | Disney Junior     |                                                                       |
| X-Men '97                             |       | 1     | 10        | 20 de marzo de 2024     | 15 de mayo de 2024      | Beau DeMayo           | —                | Disney+           | —                                                                     |
| Your Friendly Neighborhood Spider-Man |       | 1     | —         | 29 de enero de 2025     | —                       | Jeff Trammell         | —                | Disney+           | —                                                                     |
| Your Friendly Neighborhood Spider-Man |       | 2     | —         | —                       | —                       | Jeff Trammell         | —                | Disney+           | —                                                                     |
| Marvel Zombies                        |       | 1     | 4         | 3 de octubre de 2025    | —                       | Zeb Wells             | Bryan Andrews    | Disney+           | —                                                                     |